# Marktyranner
Marktyranner (Muscisaxicola) är ett fågelsläkte i familjen tyranner inom ordningen tättingar. Släktet omfattar tolv arter som förekommer i Sydamerika från Colombia till Eldslandet och Falklandsöarna:
- Fläcknäbbad marktyrann (M. maculirostris)
- Altiplanomarktyrann (M. griseus)
- Punamarktyrann (M. juninensis)
- Grå marktyrann (M. cinereus)
- Vitpannad marktyrann (M. albifrons)
- Gulkronad marktyrann (M. flavinucha)
- Rödkronad marktyrann (M. rufivertex)
- Svartkindad marktyrann (M. maclovianus)
- Páramomarktyrann (M. alpinus)
- Vitbrynad marktyrann (M. albilora)
- Brunbukig marktyrann (M. capistratus)
- Svartpannad marktyrann (M. frontalis)

Tidigare inkluderades även mindre marktyrann i släktet som Muscisaxicola fluvialitilis, men genetiska studier har visat att denna istället är systerart till gulbrynad tyrann (Satrapa icterophrys) och lyfts därför numera oftast ut i ett eget släkte, Syrditicola.